# Lordomyrma epinotalis
Lordomyrma epinotalis är en myrart som först beskrevs av Mann 1919.  Lordomyrma epinotalis ingår i släktet Lordomyrma och familjen myror. Inga underarter finns listade i Catalogue of Life.